# Ключарь

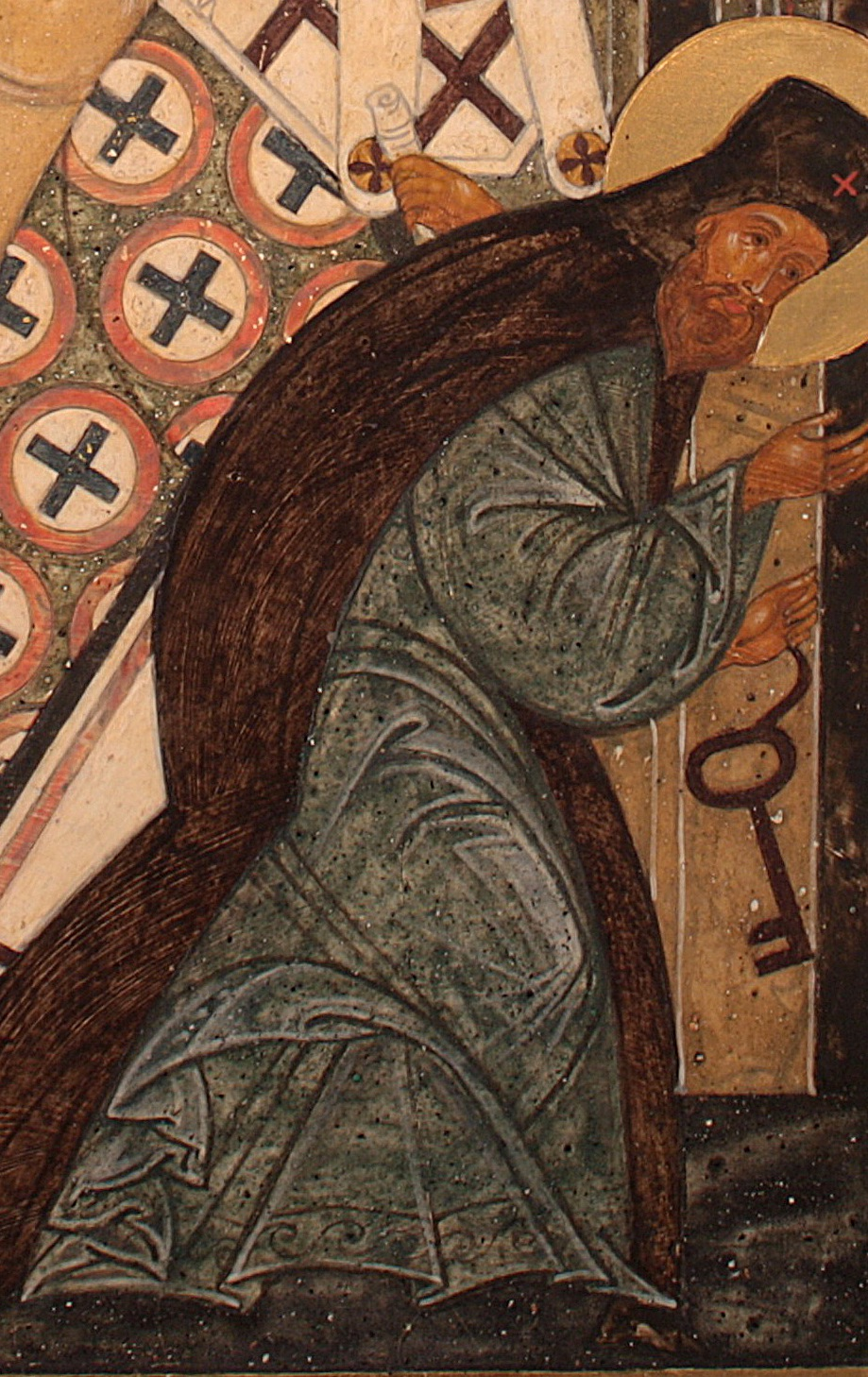
Ключарь отец Александр Хотовицкий. Икона Новорусская Богоматерь. Деталь

Ключа́рь (греч. κλειδοῦχος — «ключник»), Хартофилак, Хартофилакс — должность (послушание) священника соборного и кафедрального храмов, служащего заместителем настоятеля.

## История
Такая должность появилась в связи с тем, что настоятелем кафедрального храма епархии обычно является правящий архиерей. Кроме того, ключарями именовали также заведующих ризницей и церковною утварью.
Ключарь заведует церковной утварью, хранит ключи от храма и наблюдает за порядком совершения богослужения. Согласно Соборному уложению 1649 года, бесчестие, нанесённое ключарю, наказывалось строже, чем рядовому священнику (30 и 25 рублей соответственно).
Ключарь может иметь помощников — подключаре́й. В монастырях сходные с ключарём обязанности выполняет эконом.

## Персоналии
Ниже представлены некоторые ключари (хартофилаки, хартофилаксы):
- Архангел Михаил
- А. Ливадин
- Патрикий
- Феодор II
- Н. Я. Оглоблин
- Д. И. Флоринский